# Biemna tubulata
Biemna tubulata är en svampdjursart som först beskrevs av Arthur Dendy 1905.  Biemna tubulata ingår i släktet Biemna och familjen Desmacellidae. Inga underarter finns listade i Catalogue of Life.